# 20 Exchange Place
20 Exchange Place je mrakodrap v newyorské čtvrti Manhattan. Má 57 podlaží a výšku 225,8 metrů. Výstavba probíhala v letech 1930–1931 podle návrhu firmy Cross and Cross. V roce 1995 byla budova vyhlášena jako městská památka.

## Popis
Stavba budovy byla zahájena v roce 1930 a dokončena již po roce. 20 Exchange Place má 57 podlaží a je vysoká 226 metrů, což z ní činí 67. nejvyšší budovu v New Yorku (2022). Po dokončení byla budova krátce pátým nejvyšším mrakodrapem v New Yorku. Původně měl mrakodrap postavený ve stylu art deco typickém pro 30. léta 20. století měřit 257 metrů a nahradit 241 metrů vysokou budovu Woolworth Building z roku 1913 jako nejvyšší budovu světa. Poté, co v roce 1931 stály v New Yorku mnohem vyšší budovy, například Empire State Building (381 metrů) a Chrysler Building (319 metrů), a světový rekord se již nezdál být dosažitelný, byla výška opět snížena na 226 metrů.
Budova se vynořuje z jižního panoramatu Manhattanu ve velmi štíhlé podobě. Pouze nižší patra zabírají více podlahové plochy. Z výšky přibližně 80 metrů se budova zvedá velmi štíhle až ke střeše ve výšce 226 metrů.
Budova měla několik názvů: City Bank Farmers Trust Building (1931–1955), First National City Bank of New York (1955–1956) a Citibank Building (1956–1979). Dnes budovu vlastní společnost West World Company Incorporated. V roce 1996 zařadila Komise pro ochranu památek města New York mrakodrap na seznam památek.